# Sûr, Sain et Consensuel
Sûr, Sain et Consensuel (ou Sécuritaire, sain et consenti), souvent abrégé SSC (de l'anglais : Safe, Sane and Consensual), est un principe guidant les relations et activités BDSM (« bondage, discipline, domination, soumission, sado-masochisme »). Au fil du temps, de nouvelles activités BDSM sont apparues, plus risquées, et ne s’inscrivent plus dans ce principe. Un autre a été créé : Risk Aware Consensual Kink (en) (RACK).

Triskèle du BDSM souvent associé avec le SSC.

## Principe
Selon ce principe, les relations BDSM doivent être : 
- Sûres : des efforts doivent être effectués en vue de prévenir les risques sur la santé.
- Saines : les activités doivent être amorcées dans un cadre mental sain.
- Consensuelles : les activités doivent être pleinement consenties par tous les participants. Cependant, le consentement légal ne peut pas constituer un moyen de défense à la responsabilité pénale pour tout traumatisme causé; de plus, cela ne se limite pas nécessairement aux blessures physiques.

## Terme
La paternité du terme revient à David Stein qui l'a formulé pour la première fois en 1983 pour la Gay-Male-S/M Activists (GMSMA). Dans son essai, intitulé Safe Sane Consensual: The Evolution of a Shibboleth, Stein défend la création du terme pour distinguer le sadomasochisme consenti du sadomasochisme criminellement répréhensible.